# Vernate (Tessin)
Pour les articles homonymes, voir Vernate.
Vernate est une commune suisse du canton du Tessin, située dans le district de Lugano.